# Dorylus agressor
Dorylus agressor är en myrart som beskrevs av Santschi 1923. Dorylus agressor ingår i släktet Dorylus och familjen myror. Inga underarter finns listade i Catalogue of Life.